# Fabrice Gougot
Fabrice Gougot, nacido el 31 de agosto de 1971 en Lyon, es un ciclista francés ya retirado. Fue profesional de 1996 a 2003.

## Palmarés
1998
- 1 etapa del Tour de l'Ain

2000
- 1 etapa de la Dauphiné Libéré

## Resultados en las grandes vueltas
| Carrera         | 1996 | 1997 | 1998 | 1999 | 2000 | 2001 | 2002  | 2003 |
| --------------- | ---- | ---- | ---- | ---- | ---- | ---- | ----- | ---- |
| Giro de Italia  | -    | -    | 26.º | -    | -    | -    | 127.º | -    |
| Tour de Francia | -    | 42.º | -    | 69.º | Ab.  | -    | -     | -    |
| Vuelta a España | 30.º | Ab.  | 18º  | -    | -    | -    | -     | -    |